# Хлорид тантала(III)
Хлорид тантала(III) — неорганическое соединение, соль металла тантала и соляной кислоты с формулой TaCl3, 
тёмно-зелёные кристаллы, 
растворимое в воде,
образует кристаллогидрат.

## Получение
- Отгоняется в вакууме при нагревании хлорида тантала(V) с алюминием:

{\displaystyle {\mathsf {3TaCl_{5}+2Al\ {\xrightarrow {350-400^{o}C,AlCl_{3}}}\ 3TaCl_{3}+2AlCl_{3}}}}

## Физические свойства
Хлорид тантала(III) образует тёмно-зелёные кристаллы, 
растворимые в воде.
Образует кристаллогидрат состава TaCl3•3H2O.

## Химические свойства
- Разлагается (диспропорционирует) при нагревании:

{\displaystyle {\mathsf {3TaCl_{3}\ {\xrightarrow {500^{o}C}}\ 2TaCl_{2}+TaCl_{5}}}}
- Водный раствор неустойчив на воздухе:

{\displaystyle {\mathsf {2TaCl_{2}+10H_{2}O\ {\xrightarrow {}}\ Ta_{2}O_{5}\cdot 5H_{2}O+6HCl+2H_{2}}}}